# Club Atlético Barrio Frigorífico
El Atlético Barrio Frigorífico es un club de fútbol del Perú de la Provincia Constitucional del Callao. Fue fundado en 1939 y juega en la Copa Perú.

## Historia
Fue fundado el 19 de junio de 1939 en el Barrio Frigorífico del puerto del Callao. 
En 1973 tras campeonar en la Liga Amateur del Callao, clasificó al octogonal Interligas ante los campeones distritales de Lima donde terminó en primer lugar igualado con Helvético de San Isidro. En el desempate jugado el 20 de febrero de 1974, bajo la DT. de Eloy Campos venció 2-0 con goles de Roberto Zevallos y Orlando Córdova obteniendo el ascenso a Primera División de 1974.
En el Campeonato Descentralizado 1974 finalizó en el 20º lugar perdiendo la categoría por ser el equipo que obtuvo la peor ubicación entre los clubes de Lima Metropolitana.
En la Copa Perú 2007 logró llegar a la etapa Regional participando en la Región IV donde fue eliminado en primera fase por Cooperativa Bolognesi de Barranco. En los años siguientes estuvo participando de la Liga Distrital del Callao hasta 2018.
Tras unos años de inactividad, el club regresó a las canchas en 2024 desde la Segunda distrital del Callao. Ese mismo año logró el título de esa categoría y el retorno a la Primera distrital.

## Uniforme
- Uniforme titular: Camiseta celeste, pantalón blanco, medias celestes.

### Uniforme Evolución 1939-2018
| 1973-1974 | 2014 | 2016 |

## Datos del club
- Temporadas en Primera División:  1 (1974).
- Mayor goleada conseguida:
  - En campeonatos nacionales de local:
  - En campeonatos nacionales de visita:
- Mayor goleada recibida:
  - En campeonatos nacionales de local:
  - En campeonatos nacionales de visita: Alfonso Ugarte (Puno) 8:0 Barrio Frigorífico (30 de junio de 1974).

## Jugadores
- Nelson Perea.
- Guerrero.
- José Farías Negrini.
- Céspedes.
- Luis Rodríguez.
- Martínez
- Oliva.
- Cortez.
- Alfaro.
- Orlando Córdova.
- Roberto Zevallos.
- Carlos Córdova
- Nicolas Nieri
- El "Toro" Gardella
- El Cachorro Gardella
- Luis Mexzo
- Walter Zubiaga

## Entrenadores
- Eloy Campos (1973-1974)
- Walter Milera (1974)

## Palmarés

### Torneos regionales
- Liga Amateur del Callao (3): 1965, 1968, 1973.
- Segunda División Liga Distrital del Callao: 2024.
- Subcampeón de la Liga Amateur del Callao: 1952, 1954, 1966, 1967, 1969.
- Subcampeón de la Liga Distrital del Callao: 1999, 2006.
- Subcampeón Segunda División Liga Amateur del Callao: 1961.